# Центральне (Осакаровський район)
Центра́льне (каз. Центральное) — село у складі Осакаровського району Карагандинської області Казахстану. Входить до складу Піонерського сільського округу.
Населення — 410 осіб (2021; 488 у 2009, 633 у 1999, 790 у 1989).
Національний склад станом на 1989 рік:
- росіяни — 65 %;
- німці — 20 %.